# DVB
DVB je kratica za Digital Video Broadcasting, tj. skup standarda za digitalno emitiranje televizijskog programa ili drugog oblika digitalnog signala.

## Prednosti naspram analognog emitiranja
- konačni efekt je nestanje analognih artefakata (šum, koji rezultira analognim "snijegom" ).
- nestaje efekt preklapanja slike i/ili zvuka, tzv. "ghosting", tj. fantomske slike i zvukovi.
- primjenom multiplexiranja, broj kanala koji se mogu prenijeti na jednoj frekvenciji se uvišestručava (obično 6-8).

- standard dopušta i sliku veće razlučivosti, jer je na raspolaganju mogućnost prijenosa više informacija u istom vremenu u odnosu na analogni signal.

- SDTV-niža (standardna) razlučivost
- HDTV-veća razlučivost

- Moguće je primijeniti i SFN, tj. "single-frequency network". Ovaj pojam označava mrežu odašiljača, koji istovremeno šalju jednaki signal preko istog kanala frekvencije. Analogni AM i FM odašiljači, kao i načini bežičnog prijenosa podataka također mogu rabiti ovu metodu. Pri uporabi ove metode u analognoj TV bi se dobio efekt "ghosting"-a pa se ne upotrebljava. Ovakvim postupkom se postiže bolje iskorištenje radijskog spektra. Pri uporabi ove metode se obično rabi sinkronizacija odašiljača, npr. preko GPS sustava.

Problem s ovime može biti, ako se prijemni uređaj nalazi na mjestu, gdje se sijeku dva ili više SFN-ova, koji mogu utjecati jedan na drugi, time izobličavajući signal, a samim time mu kvaliteta drastično pada. Jednako tako, ako je prijemnik preblizu odašiljača, možda najjača zraka zaobilazi to mjesto, te time otežava prijem.
Prema specifikaciji i tehničkim uvjetima, SFN se može primijeniti do najviše radijusa od 80ak km, iako je središnje područje pokrivanja 40-50km.

## Podjela po načinu emitiranja
Po načinu emitiranja DVB se dijeli na:
- DVB-T (terrestrial - zemaljsko odašiljanje), tj. rabi se postojeća infrastruktura koja odašilje (ili je odašiljala) dosadašnji analogni TV signal, a sad umjesto njega emitira digitalni signal. Tehnologija nasljednica je DVB-T2.

- DVB-S (satelitsko odašiljanje), još uvijek neki sateliti odašilju analogni signal, no već je 1995. godine počelo odašiljanje u digitalnoj tehnologiji. Tehnologija nasljednica je DVB-S2.

- DVB-C (distribucija putem kabelske mreže), od pružatelja usluge kabelske televizije se uz mogući analogni signal dobiva i digitalni, čime je moguće pružiti veći broj usluga (tj. više tv programa). Tehnologija nasljednica je DVB-C2.

- DVB-H (handheld) standard, koji definira prikaz digitalnog signala na mobitelima i ostalim malim prijenosnim uređajima.

- DVB-IPTV (ranije poznat kao DVB-IPI) je standard, koji se primjenjuje pri prijenosu audio- i videousluga preko internet protokola.

## Slika
Video signal je kodiran ili u MPEG2 standardu (češće) ili u MPEG4 (rjeđe), uz uporabu H264 codeca.

## Ton
Ton se šalje digitalno zajedno sa slikom, primjenjujući proces naziva "isprepleteni signali". Standardi koji se često primjenjuju su MP3, te AAC (2-kanalni ton) i AC3 (5-kanalni ton).

## Brzina odabira televizijskih postaja
Zbog svoje prirode MPEG standarda, nakon prebacivanja televizijske postaje je potrebno vrijeme (obično jedna do najviše nekoliko sekundi), dok se slika i ton ne pročitaju u cijelosti. Zbog toga će prebacivanje televizijske postaje na digitalnoj televiziji uvijek biti sporije nego na usporedivoj analognoj.

## Digitalne smetnje
Za razliku od smetnji analognog signala, koje se manifestiraju kao šumovi u zvuku i šumovi u slici, smetnja digitalnog signal se pokazuje na drugačiji način.
MPEG standard je definiran tako, da se svaka slika i zvuk sjeckaju u kvadratiće. Za razliku od analognog signala, kod digitalnog signala su čak dvije važne veličine:
- jačina signala
- kvaliteta signala

### Jačina signala
Iskazuje snagu signala, tj. jačinu samog signala. Ako je neki digitalni signal slab, ne mora značiti da mu je kvaliteta isto tako slaba. Ako je jačina signala veća, kvaliteta je samim time bolja. Pri slaboj jačini signala, kvaliteta signala nužno opada.

### Kvaliteta signala
Iskazuje, koliko se signala izgubilo putem zbog utjecaja šuma ili izobličenja. Same smetnje se manifestiraju najviše ovisno o kvaliteti signala. Ako dolazi do gubitaka signala (spomeuti kvadratići), slika može postati iskockana, dok ne stigne svježa informacija, koja će popuniti kockicu. Zvuk postaje vrlo čudan i isprekidan, ako postoji nedostatak signala.

### Suočavanje sa smetnjama
Digitalna oprema posjeduje načine kompenzacije smetnji, koji funkcioniraju bolje od analognih. Digitalni signal se, za razliku od analognog, sastoji od 0 i 1, tj. ima signala i nema signala. Ne postoje diskretna međustanja u samom signalu. Zbog toga se digitalni signal ponekad širi i dalje od analognog. Međutim, digitalnog signala ili ima ili nema. Zbog toga je postavljanje antena za hvatanje signala potrebno izvršiti mnogo preciznije pri lošoj kvaliteti signala, nego bi to pri analognom prijenosu bio slučaj.
Smetnje se izbjegavaju tako, da se čeka sljedeći tzv. 'ključni okvir', tj. sljedeća cjelovita informacija o slici/tonu. Prijenos se vrši tako, da se, uz uobičajeni signal, koji šalje samo razlike od prethodnog tona/pomaka slike, ubaci povremeno 'ključni okvir' (keyframe). Ovisno o kvaliteti signala, koja opada s jačinom, ali ne proporcionalno, čim se uspije uhvatiti ispravni ključni okvir,   smetnja nestaje, do sljedećeg gubitka signala o razlici.

### Smetnje uvjetovane uporabom multiplexa
Kako multipleksiranje omogućuje smještanje više fizičkih kanala na jedan multipleks, ako se dogode smetnje na multipleksu samom, svi programski kanali su pogođeni.

## Kašnjenje signala
Za razliku od analognog signala, koji se na prijemnoj strani, zbog malog potrebnog vremena obrade, pojavljuje na prijemniku skoro trenutno, digitalna televizija zahtijeva obradu signala. Taj proces dovodi do kašnjenja signala u odnosu na realnu situaciju. Ovo je posebno uočljivo kod prijenosa uživo, gdje, nakon što prođe cijeli lanac distribucije, signal na kraju kasni sekundu-dvije. Ovo je iritantno, no efekte je moguće ublažiti bržim procesorima signala. Također, moguće je softwareski izvesti međuspremanje signala, kako bi se poboljšala stabilnost prijema pri kraćim prekidima, ali i to dovodi do lahanog vremenskog kašnjenja.

## Desinkronizacija slike i zvuka
Zbog problema s kodiranjem signala, može doći do desinkronizacije slike i zvuka. Ovaj problem se manifestira kao kašnjenje zvuka za slikom ili obrnuto. Uzrok ovoga efekta je rjeđe na strani prijemnika, a češće je problem u DVB kodiranom materijalu.

## Brzi pokreti
Zbog prirode rada (prenose se razlike većinom razlike dvaju slijednih slika, rijetko cijele slike), dolazi do efekta zamućenja (eng. "motion blur"). Ovo je naročito primjetljivo kod brzih pokreta, tj.velikih promjena u slici. Naime, slika se ne stigne dovoljno brzo osvježiti, te čovjek ima dojam zamućenosti kod brzih pokreta.

## Efekt litice
Za razliku od analognog prijema, gdje je prijem uniforman, kod digitalnog signala postoji "prag prijema", tzv. efekt litice, ispod kojeg prijem nije moguć i iznad kojeg je prijem idealan.
Pri tome digitalni signal ima odličnu kvalitetu u najgornjem dijelu linije, dok s padom jakosti kvaliteta rapidno pada, kako bi kod 65% usporedive jakosti analognog signala (ograničenje tehnologije, teorijska razina je 30%) pala na 0%. Analogni signal ima više linearno raspoređenu snagu, i gledljiv je ljudskim osjetilima i ispod praga prijema, iako uz veliku količinu šuma. Na samom pragu prijema se događa efekat kvadratića, povremenog gubitka slike i izobličenja i prekidanja tona.

## Dodatni pojmovi
- UHF i VHF - frekvencije koje se upotrebljavaju
- kanal (UHF ili VHF) - fizička frekvencija za prijenos jednog MUX-a.
- MUX (Multiplex) - zajednički kanal za više TV signala
- multicast (multiple cast, višestruko odašiljanje) - odašiljanje više TV stanica na istoj frekvenciji
- simulcast (simultaneous cast, istovremeno odašiljanje) - istovremeno odašiljanje istoga signala više vrsta (npr. paralelno analogno i digitalno, ali na različitim kanalima)
- SFN (single frequency network) - efekt refleksije, koji se upotrebljava namjerno radi proširenja dometa signala
- ZAS (zajednički antenski sustav) - u stambenim zgradama često se upotrebljavaju zajednički sustavi. Najjednostavnija varijanta je jedna antena i razdijelnik na više stanova u zgradi. Ako je ZAS vrlo kompliciran, posjeduje i pojačala nekih kanala i gušenja drugih. Može posjedovati i ubacivanje i miješanje kanala iz drugih izvora (npr. satelitska antena, više antena), te ga je potrebno za prijem DVB signala prilagoditi. Ovisno o kompliciranosti istoga, ponekad je prerada s analogne televizije na digitaliju vrlo skupa.
- set-top box ili DVB receiver ili DVB konverter - uređaj, koji prima DVB signal i pretvara ga u analogni oblik, za uporabu na starijim analognim televizorima.
- SD (standard definition) - standardna kvaliteta slike i zvuka (slabija varijanta)
- HD (high definition) - visoka kvaliteta slike i ton
- sinkronizacija - usklađivanje
- kompatibilnost - udruživost uređaja
- PVR, tj. personal video recorder - mogućnost snimanja programa na računalni medij, ili ugrađeni tvrdi disk, ili neki vanjski, preko USB standarda spojeni medij
- timeshift - vremenski pomak. Omogućava efekt pauziranja programa. Ta iluzija se stvara primjenom snimanja propuštenog programa, te kasnije puštanja snimke, što daje iluziju pauziranog programa.
- EPG - elektronički programski vodič.

## DVB oznake
- DVB - uređaj je spreman za DVB signal.
- MPEG 2 - uređaj podržava SD
- MPEG 4 - uređaj podržava HD
- HD ready - uređaj je spreman za HD (samo osnovna funkionalnost, lošija varijanta)
- full HD - uređaj je potpuno spreman za HD
- FTA - free to air - uređaj podržava prijem nekodiranih programa